# Injusticia

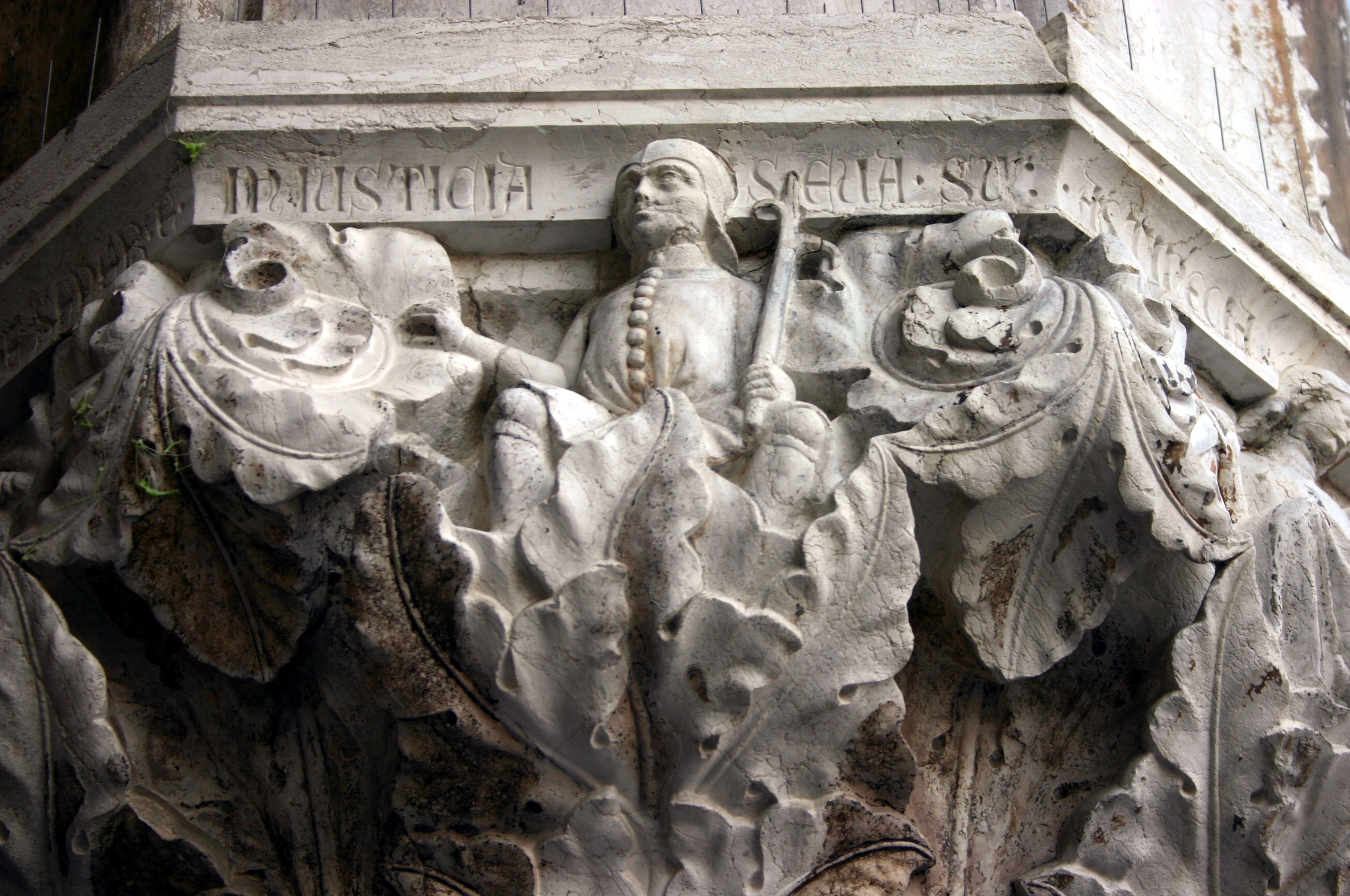
Alegoría de la Injusticia. Capitel del Palacio Ducal de Venecia

Injusticia es la falta o ausencia de justicia, ya sea en referencia a un suceso, acto o situación de hecho. Puede estar referida a un sujeto o a un grupo social.
La injusticia —y por extensión la justicia— puede ser considerada de distinta forma según los sistemas jurídicos vigentes en los distintos países.

## Definición de injusticia
En el Critón, Platón manifestó no saber qué es la justicia, pero sí qué es la injusticia. Es, sin embargo, un punto de vista común entre los filósofos, que aunque justicia e injusticia son interdependientes, es la última la que prima cualitativamente, siendo por eso es difícil escribir sobre la justicia y ponernos de acuerdo, lo que no ocurre cuando se trata de una injusticia o falta de justicia.
Heráclito habría sido en Occidente el primer pensador en hablar del concepto de injusticia como cualidad primaria, idea que continuaría y asentaría Aristóteles en la cultura occidental.